# Joseph Sigart
Joseph Désiré Sigart, ook Sigart-Goffint, (Bergen, 3 september 1798 - Elsene, 15 april 1869) was een Belgisch volksvertegenwoordiger.

## Levensloop
Sigart was een zoon van de ambtenaar Alexandre Sigart en van Thérèse Duchove. Hij trouwde met Virginie Goffint.
Hij promoveerde in 1819 tot doctor in de geneeskunde aan de Universiteit van Luik en vestigde zich als arts in Jemappes. Hij was ook filoloog en lexicograaf, specialist van de plaatselijke Waalse dialecten in Henegouwen.
Hij werd gemeenteraadslid in Jemappes en in 1839 werd hij voor de Liberale Partij verkozen tot lid van de Kamer van volksvertegenwoordigers voor het arrondissement Bergen. Hij vervulde dit mandaat tot in 1848.
Een incident op 12 december 1846 is blijvend met zijn naam verbonden. In een discussie in het parlement over de ellende der Vlaanders, had hij zich de vraag laten ontvallen of de Vlamingen misschien een minderwaardig ras waren, want, zo stelde hij, ze waren afgezonderd van de meer hoogstaande volkeren doordat ze ingesloten waren in een kleine taal en hun mindere economische ontwikkeling was daar een gevolg van. Zowel in de Kamer als daarbuiten werden deze uitlatingen door Vlamingen als beledigend aangevoeld. Karel Lodewijk Ledeganck en Jan Theodoor van Rijswijck schreven protestgedichten. Ook Ferdinand Snellaert en Domien Sleeckx protesteerden.
Sigart werd vrijmetselaar in de loges La Concorde en La Parfaite Union in Bergen.

## Publicaties
- Essai sur les asthénies, Brussel, 1857.
- Dictionnaire étymologique montois ou Dictionnaire du wallon de Mons et de la plus grande partie du Hainaut, Brussel & Leipzig, 1866.
- Supplément au Glossaire montois, Bergen, 1868.